# 제품 요구 문서
제품 요구 문서(product requirements document, PRD)는 특정 제품의 모든 요구사항을 포함하는 문서이다. 제품이 무슨 일을 해야 하는지를 사람들이 이해할 수 있도록 작성되어 있다. PRD는 그러나 일반적으로 나중에 인터페이스 디자이너와 엔지니어들이 자신의 실력을 사용하여 최적의 솔루션을 요건에 제공할 수 있도록 어떻게 제품이 일을 하는지를 예측하거나 정의하는 것은 삼간다.
PRD는 종종 소프트웨어 제품을 위해 작성되지만 모든 종류의 제품과 서비스에 사용될 수 있다.

## 같이 보기
- 제품 계획
- 제품 디자인
- 제품 관리